# 봉림중학교 (경남)
봉림중학교(鳳林中學校)는 대한민국 경상남도 창원시 의창구 사림동에 있는 공립 중학교이다.

## 학교 연혁
- 1992년 2월 29일 : 봉림중학교 12학급 설립인가 및 현건물(교실 12, 특별교실) 준공
- 1992년 3월 1일 : 초대 하원영 교장 취임
- 1992년 3월 5일 : 개교 및 입학식(12학급 619명)
- 1993년 1월 18일 : 본관 4층 건물 준공
- 1993년 12월 16일 : 별관 준공
- 2016년 12월 28일 : 다목적 체육관 봉림관 개관
- 2026년 3월 1일 : 폐교 및 봉곡중학교 통합

## 참고 자료
- 봉림중학교 - 한국교육학술정보원 학교알리미